# Vlag van Valkenswaard

Vlag van de gemeente Valkenswaard

De vlag van Valkenswaard werd bij raadsbesluit op 23 april 1959 vastgesteld als de gemeentelijke vlag van de Noord-Brabantse gemeente Valkenswaard. De kleuren zijn afgeleid van het wapen van Valkenswaard, die op haar beurt de rijkskleuren zijn. De vlag kwam tot stand op advies van de Hoge Raad van Adel. Als zodanig past ook dit dundoek in het stramien van banenvlaggen waarvan deze raad eertijds de voorkeur gaf. De vlag is gelijk aan de Oekraïense vlag, ondanks de visuele overeenkomst is er geen enkele historische band tussen deze twee entiteiten.

## Beschrijving
De beschrijving van de vlag luidt: 
een rechthoekige vlag, bestaande uit twee gelijke horizontale banen in de kleuren blauw en geel (van boven naar beneden gezien).

## Verwante afbeeldingen

Wapen van Valkenswaard
Defileervlag uit 1935
Vlag van Oekraïne

Alphen-Chaam · Altena · Asten · Baarle-Nassau · Bergeijk · Bergen op Zoom · Bernheze · Best · Bladel · Boekel · Boxtel · Breda · Cranendonck · Deurne · Dongen · Drimmelen · Eersel · Eindhoven · Etten-Leur · Geertruidenberg · Geldrop-Mierlo · Gemert-Bakel · Gilze en Rijen · Goirle · Halderberge · Heeze-Leende · Helmond · 's-Hertogenbosch · Heusden · Hilvarenbeek · Laarbeek · Land van Cuijk · Loon op Zand · Maashorst · Meierijstad · Moerdijk · Nuenen, Gerwen en Nederwetten · Oirschot · Oisterwijk · Oosterhout · Oss · Reusel-De Mierden · Roosendaal · Rucphen · Sint-Michielsgestel · Someren · Son en Breugel · Steenbergen · Tilburg · Valkenswaard · Veldhoven · Vught · Waalre · Waalwijk · Woensdrecht · Zundert